# Chemora
Chemora (în arabă شمرة) este o comună din provincia Batna, Algeria.
Populația comunei este de 17.074 de locuitori (2008).